# 阿爾納武特柯伊
阿爾納武特柯伊（直译：阿尔巴尼亚人的村庄）是土耳其伊斯坦堡的39個區之一，位於博斯普魯斯海峽以西的歐洲部份。面積453平方公里，人口270,549人。

阿爾納武特柯伊